# Matt Bennett
Matthew Harrison Bennett, detto Matt (Massapequa, 13 novembre 1991), è un attore statunitense, conosciuto per il ruolo di Robbie Shapiro nella serie televisiva Victorious (2010-2013).

## Biografia
Matt Bennett è cresciuto a Massapequa, New York e ha frequentato la Massapequa High School. Dopo essere apparso in numerosi spot pubblicitari, Bennett ha iniziato la sua carriera televisiva come Greg the Intern nell'episodio pilota della serie televisiva Michael & Michael Have Issues trasmessa da Comedy Central.
È stato interprete e cosceneggiatore di Text Me, un cortometraggio del 2010 che è stato votato Miglior Commedia all'Indie Short Film Competition e al terzo Screen Film Festival, ed è stato finalista al IndieProducer Film Festival.
Matt Bennett ha interpretato Robbie Shapiro nella serie TV Victorious, condividendo lo schermo con Victoria Justice nel ruolo della protagonista Tori Vega, con la famosa Ariana Grande (Cat Valentine) ed altri giovani artisti come Leon Thomas III, JC Gonzalez, Jake Farrow ed Elizabeth Gillies. Per questa interpretazione è stato nominato come Nick UK's Funniest Person ai Nickelodeon Kids' Choice Award (UK) del 2011.
È inoltre comparso nel videoclip di One Last Time e Thank U, Next di Ariana Grande, l'attrice che interpreta Cat Valentine.

## Filmografia

### Cinema
- Le amiche della sposa (Bridesmaids), regia di Paul Feig (2011)
- Quel fantastico peggior anno della mia vita (Me & Earl & the Dying Girl), regia di Alfonso Gomez-Rejon (2015)
- Manson Family Vacation, regia di J. Davis (2015)
- Effetto Lucifero (The Stanford Prison Experiment), regia di Kyle Patrick Alvarez (2015)
- Don't Worry (Don't Worry, He Won't Get Far on Foot), regia di Gus Van Sant (2018)

### Televisione
- Victorious – serie TV, 58 episodi (2010-2013)
- iCarly – serie TV, 4 episodi (2011-2012)
- IParty con Victorious (iParty with Victorious), regia di Steve Hoefer – film TV (2011)
- How to Rock – serie TV, episodio 1x06 (2012)
- Sam & Cat – serie TV, episodio 1x23 (2014)
- Shameless – serie TV, episodio 5x09 (2015)
- The Big Bang Theory – serie TV, episodio 8x20 (2015)
- Game Shakers – serie TV, episodio 1x05 (2015)
- Fresh Off the Boat – serie TV, episodio 2x22 (2016)
- Grey's Anatomy – serie TV, episodio 14x15 (2018)
- American Vandal – serie TV, 4 episodi (2018)
- Cowboy Bepop – serie TV, episodio 1x01 (2021)
- Dynasty – serie TV, episodio 5x19 (2022)

### Video musicali
- One Last Time di Ariana Grande (2015)
- Thank U, Next di Ariana Grande (2018)

## Discografia

### Album
- 2016 – Terminal Cases

### EP
- 2017 – Previously on Matt Bennett
- 2020 – It Not,Whenever

## Tournée
- 2022 – Iparty with Matt Bennett
- 2023 – Party 101

## Doppiatori italiani
Nelle versioni in italiano delle opere in cui ha recitato, Matt Bennett è stato doppiato da:
- Omar Vitelli in Victorious, iCarly, Sam & Cat, Beccati questo!, The Big Bang Theory, Shameless, Game Shakers
- Federico Viola in Quel fantastico peggior anno della mia vita
- Jacopo Castagna ne Le amiche della sposa
- Stefano Sperduti in Grey's Anatomy